# Lele (chanteur)
Pour les articles homonymes, voir Lele.
Lele (nom d'artiste de Raffaele Esposito), né le 23 décembre 1996 à Pollena Trocchia) est un auteur-chanteur-compositeur italien qui remporte le festival de Sanremo 2017 dans la catégorie des Nouvelles propositions.

## Discographie

### Album studio
- 2016 – Costruire
- 2017 – Costruire 2.0 (reédtition de Costruire)

### Single
- 2016 – La strada verso casa
- 2016 – Through This Noise
- 2016 – L'ho voluto io
- 2017 – Ora mai